# Tico Almeida

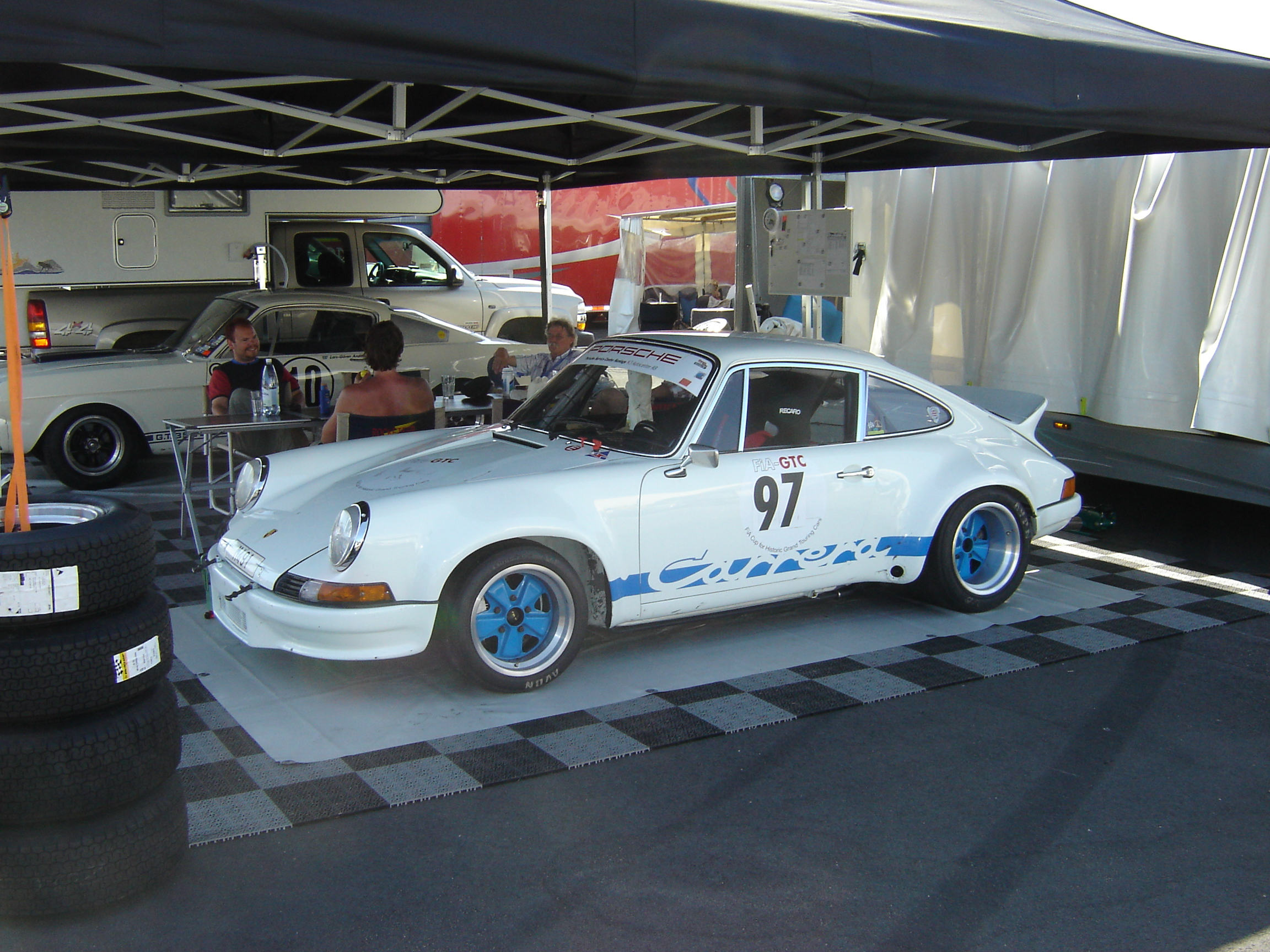
Auf einem Porsche 911 Carrera RSR bestritt Tico Almeida 1981 Rennen in der IMSA-GTP-Serie

Tico Almeida ist ein ehemaliger US-amerikanischer Autorennfahrer.

## Karriere als Rennfahrer
Tico Almeida war in den 1970er- und 1980er-Jahren im US-amerikanischen Sportwagensport aktiv. Nach ersten Einsätzen beim 12-Stunden-Rennen von Sebring startete er ab 1981 regelmäßig in der IMSA-GTP-Serie. Nach einem 12. Endrang in der GTO-Klasse 1981 beendete er die GTO-Klasse 1982 als Dritter. Seine besten Einzelplatzierungen erreichte er beim 24-Stunden-Rennen von Daytona. 1982 beendete er dieses 24-Stunden-Rennen an der Seite von Ernesto Soto und Rene Rodriguez im Porsche 911 Carrera RSR an der fünften Stelle der Gesamtwertung. 1983 wurde er gemeinsam mit Soto und Miguel Morejon Siebter.

## Statistik

### Sebring-Ergebnisse
| Team | Fahrzeug         | Teamkollege         | Teamkollege     | Platzierung       | Ausfallgrund |              |
| ---- | ---------------- | ------------------- | --------------- | ----------------- | ------------ | ------------ |
| 1975 | Robert Davis     | Chevrolet Corvette  | Robert Davis    | Joseph DeGirolamo | Rang 26      |              |
| 1976 | Pepe Romero      | Chevrolet Camaro    | Pepe Romero     |                   | Ausfall      | Motorschaden |
| 1977 | Motorcito Racing | Chevrolet Camaro    | Manuel Quintana | Rene Rodriguez    | Ausfall      | Motorschaden |
| 1979 | Motorcito Racing | Chevrolet Corvette  | Pepe Romero     | Rene Rodriguez    | Ausfall      | Motorschaden |
| 1980 | T & R Racing     | Chevrolet Corvette  | Gabriel Riano   | Rene Rodriguez    | Ausfall      | Motorschaden |
| 1981 | T & R Racing     | Porsche Carrera RSR | Miguel Morejan  | Rene Rodriguez    | Rang 12      |              |
| 1982 | T & R Racing     | Porsche Carrera RSR | Ernesto Soto    | Rene Rodríguez    | Rang 10      |              |
| 1983 | T & R Racing     | Porsche 935M16      | Ernesto Soto    |                   | Ausfall      | Unfall       |
| 1984 | Hi-Tech Racing   | Porsche 935M16      | Miguel Morejan  |                   | Rang 20      |              |

### Einzelergebnisse in der Sportwagen-Weltmeisterschaft
| Saison | Team             | Rennwagen               | 1   | 2   | 3   | 4   | 5   | 6   | 7   | 8   | 9   | 10  | 11  | 12  | 13  | 14  | 15  | 16  | 17  |
| ------ | ---------------- | ----------------------- | --- | --- | --- | --- | --- | --- | --- | --- | --- | --- | --- | --- | --- | --- | --- | --- | --- |
| 1979   | Motorcito Racing | Chevrolet Corvette      | DAY | SEB | MUG | TAL | DIJ | RIV | SIL | NÜR | LEM | PER | DAY | WAT | SPA | BRH | ROA | VAL | ELS |
| 1979   | Motorcito Racing | Chevrolet Corvette      | DNF |     |     |     |     |     |     |     |     |     |     |     |     |     |     |     |     |
| 1980   | T & R Racing     | Porsche 911 Carrera RSR | DAY | BRH | SEB | MUG | MON | RIV | SIL | NÜR | LEM | DAY | WAT | SPA | MOS | ROA | VAL | DIJ |     |
| 1980   | T & R Racing     | Porsche 911 Carrera RSR | 26  |     | DNF |     |     |     |     |     |     |     |     |     |     |     |     |     |     |
| 1981   | T & R Racing     | Porsche Carrera RSR     | DAY | SEB | MUG | MON | RIV | SIL | NÜR | LEM | PER | DAY | WAT | SPA | MOS | ROA | BRH |     |     |
| 1981   | T & R Racing     | Porsche Carrera RSR     | DNF | 12  |     |     | 24  |     |     |     |     |     |     |     |     |     |     |     |     |